# Амурзетское сельское поселение
Амурзетское се́льское поселе́ние — муниципальное образование в Октябрьском районе Еврейской автономной области Российской Федерации.
Административный центр — село Амурзет.

## История
Статус и границы сельского поселения установлены Законом Еврейской автономной области от 26 ноября 2003 года № 230-ОЗ «О статусе и границе Октябрьского муниципального района»

## Население
| 2010  | 2011  | 2012  | 2013  | 2014  | 2015  | 2016  |
| ----- | ----- | ----- | ----- | ----- | ----- | ----- |
| 7743  | ↘7670 | ↘7393 | ↘7351 | ↘7204 | ↘7057 | ↘6893 |
| 2017  | 2018  | 2019  | 2020  | 2021  | 2023  |       |
| ↘6841 | ↘6667 | ↘6570 | ↘6506 | ↘5713 | ↘5558 |       |

## Состав сельского поселения
| № | Населённый пункт     | Тип населённого пункта       | Население |
| - | -------------------- | ---------------------------- | --------- |
| 1 | Амурзет              | село, административный центр | ↘3953     |
| 2 | Екатерино-Никольское | село                         | ↘1715     |
| 3 | Озёрное              | село                         | ↘211      |
| 4 | Помпеевка            | село                         | →0        |
| 5 | Пузино               | село                         | ↘729      |
| 6 | Союзное              | село                         | ↘37       |